# Lauberhornslalom
Der Lauberhornslalom wird seit 1930 jährlich zum Abschluss der internationalen Lauberhornrennen von Wengen in der Schweiz auf der Skipiste Jungfrau / Männlichen durchgeführt. Der Slalom endet im selben Zielstadion wie die üblicherweise am Vortag ausgetragene Lauberhornabfahrt. Das Rennen wurde nach dem 2472 Meter hohen Lauberhorn, die Pisten nach den beiden Bergen Jungfrau und Männlichen benannt. Die Piste gilt als eine der anspruchsvollsten Slalompisten im alpinen Skiweltcup: Sie hat sehr viele Geländeübergänge, wobei der steilste Abschnitt im Mittelteil des Hanges 72 % und der flachste Teil kurz nach dem Start nur knapp 4 % beträgt. Das durchschnittliche Gefälle liegt bei ungefähr 31 Prozent.
Eine Besonderheit des Lauberhornslaloms ist eine Holzhütte, die sich mitten im Hang befindet. Einer der beiden Slalomläufe wird stets links von dieser Hütte ausgesteckt, der andere rechts. Die Strecke, die aus Sicht der Skirennläufer links an der Hütte vorbeiführt, liegt näher am Berg Jungfrau und wird daher Jungfrau genannt, die andere Strecke heisst demnach Männlichen.
Bis 2003 bildete der Lauberhornslalom am Sonntag zusammen mit der tags zuvor abgehaltenen Abfahrt eine Kombination nach Vorbild des Arlberg-Kandahar-Rennens. 2004 entfiel mit der Abfahrt auch die Kombinationswertung, seit 2005 findet jeweils am Freitag eine Super-Kombination statt, bei der der Slalomlauf entweder auf der Strecke Jungfrau oder der Strecke Männlichen durchgeführt wird. 2016 wurde der Lauberhornslalom aufgrund fehlendem Schnee erstmals abweichend auf dem unteren Teil der Lauberhornabfahrt ausgetragen.

## Rekordsieger
Folgende Läufer gewannen den Lauberhornslalom öfter als ein Mal:
4 Siege
- Ivica Kostelić (2002, 2010, 2011, 2012)

3 Siege
- Henrik Kristoffersen (2016, 2017, 2022)
- Andreas Molterer (1953, 1956, 1957)
- Guy Périllat (1963, 1965, 1966)
- Benjamin Raich (1999, 2001, 2004)
- Ingemar Stenmark (1975, 1976, 1977)

2 Siege
- Heinz von Allmen (1942, 1943)
- Marcel von Allmen (1941, 1944)
- Otto von Allmen (1945, 1946)
- Zeno Colò (1949, 1950)
- Stein Eriksen (1951, 1952)
- Bojan Križaj (1980, 1981)
- Karl Molitor (1940, 1948)
- Christian Neureuther (1973, 1974)
- Felix Neureuther (2013, 2015)
- Clément Noël (2019, 2020)
- Giorgio Rocca (2003, 2006)
- Alberto Tomba (1992, 1995)